# عسل‌خوار ایرلند نو
عسل‌خوار ایرلند نو (نام علمی: Myzomela pulchella) نام یک گونه از سرده عسل‌خوارهای کوتوله است.